# Alexandra Socha

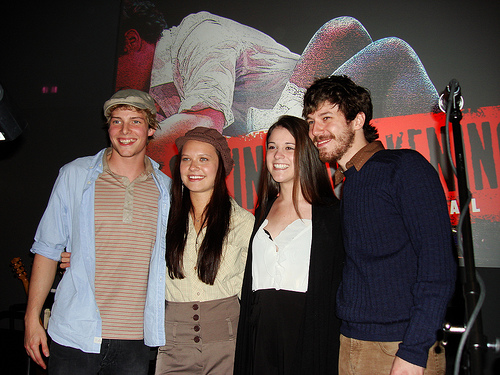
Alexandra Socha (2.v.r.)

Alexandra Socha (geb. 10. April 1990 in Nashua, New Hampshire) ist eine amerikanische Schauspielerin und Musicaldarstellerin, die im Mai 2008 im Musical Frühlings Erwachen am Broadway debütierte. Außerdem spielte sie die Nora in der 2009er Aufführung des Stückes Brighton Beach Memoirs und die Daisy Fenton in der Off-Broadway-Aufführung des Musicals Death Takes a Holiday . Sie spielt eine der Hauptrollen in der Coming-of-Age-Comedy-Serie Red Oaks.

## Biografie
Socha wurde in Nashua, New Hampshire als Tochter von Joan Storey and Thad Socha geboren und wuchs dort auf. Als Einzelkind trat sie mit ihren Eltern bei verschiedenen örtlichen Theatervorstellungen auf. Sie besuchte die Nashua High South, die sie 2008 abschloss. Bereits als Kind begann Socha zu schauspielern, war Mitglied der Peacock Players of Nashua und spielte 2006 die Rolle der Amneris in dem Musical Aida. Weitere professionelle Erfahrungen sammelte sie beim American Stage Festival und bei The Lyric Stage. Nach Abschluss der elften Klasse debütierte Socha am 24. Juli 2007 im Broadway-Musical Frühlings Erwachen als Zweitbesetzung für die Rollen der Wendla, Thea, Anna und Martha als Ersatz für Krysta Rodriguez. Am 20. Mai 2008 übernahm sie von Lea Michele die Rolle der Wendla. Kritiker der Daily News und der The New York Times lobten ihre schauspielerische Leistung. Sie spielte die Rolle bis zum Ende der Spielzeit 2008 und schloss gleichzeitig im Rahmen eines Heimstudiums die Highschool in Nashua ab. Ihr nächstes Engagement am Broadway hatte sie ab dem 25. Oktober 2009 in einer kurzlebigen Neuaufführung von Brighton Beach Memoirs.
Von September bis Oktober 2010 war Socha am Yale Repertory Theater als Merricat in We Have Always Lived in the Castle zu sehen, einer Musical-Adaption des gleichnamigen Romanes von Shirley Jackson. Am Black Box Theater spielte sie ab April 2011 in dem Stück The Dream of the Burning Boy die Rolle der Rachel. Vom 14. Juli bis 4. September 2011 übernahm sie die Rolle der Daisy Fenton in Death Takes a Holiday am Laura Pels Theater.
Am 28. November 2011 debütierte Socha mit ihrem Soloprogramm Home am Duplex Cabaret in New York City.
Ab dem 17. Oktober 2012 spielte Socha die Rolle der Medium Alison in dem Musical Fun Home am The Public Theater in New York City, verließ das Ensemble allerdings bereits Ende November wieder aus persönlichen Gründen.
Im Fernsehen war sie unter anderem in einer Nebenrolle als Mia in der Serie The Big C zu sehen, Gastauftritte hatte sie in White Collar, A Gifted Man, Made in Jersey, Law & Order: SVU sowie wiederkehrende Rollen in Damages – Im Netz der Macht und Royal Pains. Von 2014 bis 2017 spielte sie die Hauptrolle der Skye in der Amazon-Serie Red Oaks.

## Filmografie
- 2010: White Collar (Fernsehserie, 1 Folge)
- 2010: Follow Me (Kurzfilm)
- 2010–2011: The Big C (Fernsehserie, 7 Folgen)
- 2011: A Gifted Man (Fernsehserie, 1 Folge)
- 2012: Damages – Im Netz der Macht (Fernsehserie, 5 Folgen)
- 2012: Made in Jersey (Pilotfilm)
- 2013: Law & Order: SVU (Fernsehserie, 1 Folge)
- 2013–2016: Royal Pains (Fernsehserie, 6 Folgen)
- 2014: Emoticon ;)
- 2014: Blue Bloods – Crime Scene New York (Fernsehserie, 1 Folge)
- 2014–2017: Red Oaks (Fernsehserie, 21 Folgen)
- 2017: Cut, Shoot, Kill
- 2018: The Broken Ones
- 2022: For life

## Theater
- 2008: Frühlings Erwachen (Musical)
- 2009: Brighton Beach Memoirs (Theaterstück)
- 2010: We Have Always Lived in the Castle (Musical)
- 2011: The Dream of the Burning Boy (Theaterstück)
- 2011: Death Takes a Holiday (Musical)
- 2012: Fun Home (Musical)
- 2015: Paint Your Wagon (Musical)